# Прекрасная незнакомка
«Прекрасная незнакомка» (пол. Piękna nieznajoma) — польско-российский фильм 1992 года режиссёра Ежи Гофмана по мотивам рассказа Алексея Толстого «Возмездие».

## Сюжет
1916 год. Юному поручику Никите Обозову поручено доставить секретные документы в Швецию. В экспрессе Петербург-Стокгольм он встречает необыкновенной красоты очаровательную женщину и влюбляется в неё. Она отвечает взаимностью. Однако прекрасная незнакомка является шпионом…

## В ролях
В главных ролях:
- Гражина Шаполовская — Людмила, прекрасная незнакомка
- Войцех Малайкат — Никита Андреевич Обозов, поручик

В других ролях:
- Беата Тышкевич — дама
- Никита Михалков — полковник
- Иван Краско — Григорий Распутин
- Игорь Дмитриев — отставной военный, рассказчик анекдотов
- Михаил Кононов — купец
- Альберт Филозов — англичанин
- Наталия Аринбасарова — мисс Сузуки
- Владимир Ерёмин — офицер
- Юрий Виролайнен — офицер
- Олег Погудин — офицер
- Эдвард Жентара — главный шпион
- Виктор Бычков — официант
- Юрий Гальцев — новобрачный
- Ольга Кирсанова-Миропольская — новобрачная
- Гали Абайдулов — француз
- Андрей Кулигин — француз
- Игорь Соловьёв — француз
- Валерий Доронин — сотрудник посольства
- Ирина Губанова — эпизод
- Алексей Заливалов — скрипач
- Юрий Соловьёв — проводник

## Фестивали
Фильм участвовал, но не получил призы, в основных конкурсах Фестиваля польских художественных фильмов в Гдыне (1993) и фестиваля «Окно в Европу» (1994), а также был показан вне конкурса на кинофестивалях «Золотой Дюк» (1994) и «Литература и кино» (1996).